# سومانا ساکو
سومانا ساکو (انگلیسی: Soumana Sacko؛ زادهٔ ۲۳ دسامبر ۱۹۵۰) سیاست‌مدار اهل مالی است. وی از ۲ آوریل ۱۹۹۱ تا ۹ ژوئن ۱۹۹۲ نخست‌وزیر این کشور بود.